# 334 г. пр.н.е.
334 (триста и четвърта) година преди новата ера (пр.н.е.) е година от доюлианския (Помпилийски) римски календар.

## Събития

### В Македония
- Александър Велики започва завладяването на Персийската империя през пролетта с армия от 32 000 пехота и 5000 кавалерия и отделен контингент под командването на Парменион, който увеличава силите му до 50 000 войници.[1]
- Александър печели първата си голяма победа срещу персийците водени от Мемнон Родоски в битка при реката Граник.[2] След това бързо окупира столицата на Хелеспонтова Фригия и анексира провинцията като назначава нов македонски сатрап. Уредил управлението и охраната на новата територия царя извършва бърз поход на юг към важния град Сарди, който е предаден без съпротива от персийския си командир. Така Александър едновременно си осигурява контрол над най-силната цитадела и най-богатата съкровищница в Мала Азия. Той поставя свой македонски гарнизон и управители, но обявява, че местните лидийци са свободни да живеят по своите закони и под властта на македонския сатрап, макар това да се оказва пропаганден жест.[2]
- Четири дни след превземането на Сарди, Александър влиза тържествено в Ефес, където прави сходни прокламации и обявява възстановяването на демократичното управление.[3]
- Александър продължава похода си и подлага на обсада Халикарнас. След сериозна съпротива персийските командващи признават, че положение на отбраната е неудържимо и отстъпват като подпалват складовете за оръжия и отбранителните си укрепления, оставяйки горящия град да бъде окупиран впоследствие от македонците.[4]

### В Римската република
- Консули са Спурий Постумий Албин Кавдин и Тит Ветурий Калвин.
- Основана е латинската колония Калес.[5]

### В Южна Италия
- Цар Александър I отговаря на призива на Тарент и пристига в Южна Италия, където започва продължителна кампания (334 – 331 г. пр.мн.е.) срещу луканите, самнитите, брутиите и т.н.[5]

### Изкуство, архитектура и наука
- В Атина е издигнат паметникът на Лизикрат.[6]

## Родени
- Зенон от Китион, древногръцки философ и основоположник на стоицизма (умрял 263 г. пр.н.е.)

## Починали
- Пиксодар, сатрап на Кария